# Kevin Lyttle
Kevin Lyttle (Lescott Kevin Lyttle Colmenares, nacido en Kingstown el 14 de septiembre de 1976) es un músico sanvicentino, quien alcanzó fama internacional con el éxito de la balada soca Turn Me On ("Enciéndeme") la cual fue grabada por Lyttle y el artista de dancehall, Spragga Benz. La canción, fue previamente grabada por Kevin y la estrella de Soca de San Vicente, MaddZart y producida por Adrian Bailey.

## Carrera
Lyttle grabó Turn Me On en San Vicente y las Granadinas en 2001. Su interpretación fuerte y viva del Soca, influenciado por el dancehall y el R&B hizo de la canción un éxito en el Caribe.
La canción comenzó a encontrar su camino en los clubs de España. Fue lanzada oficialmente como un sencillo, a finales de 2003 y alcanzó el segundo puesto en sintonía, durante su primera semana, permaneciendo siete semanas entre las diez primeras de Gran Bretaña. Alcanzó el puesto once en Finlandia y el tercero en Australia; y fue también un éxito en otros doce países. El sencillo fue lanzado en Estados Unidos en 2004 y el vídeo fue agregado a MTV el 24 de mayo de 2004. Turn Me On fue eventual oro en los Estados Unidos y obtuvo el cuarto puesto en el Billboard Hot 100 ("Cartelera de los 100 calientes").
Kevin Lyttle firmó con Atlantic Records en 2003. Su álbum autotitulado fue lanzado el 27 de julio de 2004 en Estados Unidos. El segundo sencillo, Last Drop (La última gota) ha salido al mercado por fuera de Estados Unidos y se ha colocado entre los diez más escuchados de Finlandia, entre los veinte de Suiza, y entre los cuarenta primeros en Holanda, Suecia y Australia.
Anteriormente, Lyttle había subsistido en empleos temporales, tales como disc jockey de la radio y agente de aduana.
Actuando con Byron Lee y Arrow, cantó en la ceremonia de inauguración del Campeonato Mundial de Cricket 2007, en Greenfield, Trelawny, Jamaica.
Proyecta participar en el álbum de DJ GQ, titulado Let Em Kno, que aparecerá a mediados del 2008.

## Discografía

### Álbumes de estudio
- 2004: Kevin Lyttle - #8 U.S.[1] (certificación de la RIAA: Oro)
- 2008: Fyah - Universal - Japón

### Sencillos
- 2004: "Turn Me On" - #4 U.S.,[1] #2 UK[2]
- 2004: "Last Drop" - #22 UK[2]
- 2004: "Drive Me Crazy"
- 2008: "Fyah"
- 2009: "Anywhere" (featuring Flo-Rida)
- 2014: "Tropical Family" Kevin lyttle y Matt Houston "Turn me on"